# Гана на летних Олимпийских играх 1988
Гана принимала участие в Летних Олимпийских играх 1988 года в Сеуле (Республика Корея) в седьмой раз за свою историю, но не завоевала ни одной медали. Страну представляли 10 мужчин и 6 женщин, участвовавших в соревнованиях по боксу, лёгкой атлетике и настольному теннису.

## Бокс
Спортсменов — 4
| Спортсмен       | Категория | 1/32 финала             | 1/16 финала                | 1/8 финала                 | 1/4 финала                | Полуфинал            | Финал                |
| Спортсмен       | Категория | Соперник и результат    | Соперник и результат       | Соперник и результат       | Соперник и результат      | Соперник и результат | Соперник и результат |
| --------------- | --------- | ----------------------- | -------------------------- | -------------------------- | ------------------------- | -------------------- | -------------------- |
| Альфред Коти    | 51 кг     | -                       | Хусейн Аль-Мутайри Поб RSC | Бенджамин Мвангата Поб 5:0 | Марио Гонсалес Пор неявка | Не прошёл            | Не прошёл            |
| Исуфи Кворти    | 63,5 кг   | -                       | Хосе Сайзозема Поб 5:0     | Грэм Чейни Пор 0:5         | Не прошёл                 | Не прошёл            | Не прошёл            |
| Альфред Анкамах | 67 кг     | Бостон Симбейе Поб КО   | Кеннет Гулд Пор 0:5        | Не прошёл                  | Не прошёл                 | Не прошёл            | Не прошёл            |
| Эммануэль Куайе | 71 кг     | Лоренсио Меркадо Пор КО | Не прошёл                  | Не прошёл                  | Не прошёл                 | Не прошёл            | Не прошёл            |

## Лёгкая атлетика
Спортсменов — 11
Мужчины
| Спортсмен                                                     | Вид             | Предваритель- ный круг | Предваритель- ный круг | Четвертьфинал | Четвертьфинал | Полуфинал | Полуфинал | Финал     | Финал     |
| Спортсмен                                                     | Вид             | Результат              | Место                  | Результат     | Место         | Результат | Место     | Результат | Место     |
| ------------------------------------------------------------- | --------------- | ---------------------- | ---------------------- | ------------- | ------------- | --------- | --------- | --------- | --------- |
| Джон Майлс-Миллс                                              | 100м            | 10,31                  | 1                      | 10,21         | 1             | 10,43     | 8         | Не прошёл | Не прошёл |
| Джон Майлс-Миллс                                              | 200м            | 20,77                  | 4                      | 20,95         | 6             | Не прошёл | Не прошёл | Не прошёл | Не прошёл |
| Эммануэль Тюффур                                              | 100м            | 10,31                  | 1                      | 10,37         | 4             | Не прошёл | Не прошёл | Не прошёл | Не прошёл |
| Эрик Акогирам Салаам Гариба Джон Майлс-Миллс Эммануэль Тюффур | Эстафета 4х100м | 39,13                  | 3                      |               |               | 39,46     | 5         | Не прошли | Не прошли |
| Фрэнсис Доду                                                  | Тройной прыжок  | 16,17                  | 17                     | Не прошёл     | Не прошёл     | Не прошёл | Не прошёл | Не прошёл | Не прошёл |

Женщины
| Спортсмен                                     | Вид               | Предваритель- ный круг | Предваритель- ный круг | Четвертьфинал | Четвертьфинал | Полуфинал | Полуфинал | Финал     | Финал     |
| Спортсмен                                     | Вид               | Результат              | Место                  | Результат     | Место         | Результат | Место     | Результат | Место     |
| --------------------------------------------- | ----------------- | ---------------------- | ---------------------- | ------------- | ------------- | --------- | --------- | --------- | --------- |
| Дина Янки                                     | 100м              | 11,64                  | 4                      | 11,63         | 8             | Не прошла | Не прошла | Не прошла | Не прошла |
| Дина Янки                                     | 100 м с барьерами | 13,64                  | 6                      | Не прошла     | Не прошла     | Не прошла | Не прошла | Не прошла | Не прошла |
| Вероника Бауа Дина Янки Мерси Адди Марта Апиа | Эстафета 4х100м   | 44,12                  | 5                      |               |               | 44,30     | 6         | Не прошли | Не прошли |
| Джулиана Йендорк                              | Прыжки в длину    | 5,40                   | 27                     | Не прошла     | Не прошла     | Не прошла | Не прошла | Не прошла | Не прошла |

## Настольный теннис
Спортсменов — 1
Женщины
| Спортсмен       | Вид              | Группа                                                                                            | 1 раунд            | Четвертьфинал      | Полуфинал          | Финал              |           |
| Спортсмен       | Вид              | Соперник Результат                                                                                | Соперник Результат | Соперник Результат | Соперник Результат | Соперник Результат |           |
| --------------- | ---------------- | ------------------------------------------------------------------------------------------------- | ------------------ | ------------------ | ------------------ | ------------------ | --------- |
| Патрисия Оффель | Одиночный разряд | Ли Хюйфэн Пор 0-3 Керри Тейпер Пор 1-3 Мок Ка Ша Пор 0-3 Лау Ван Чен Пор 1-3 Кийоми Ишида Пор 0-3 | Не прошла          | Не прошла          | Не прошла          | Не прошла          | Не прошла |